# Ударна установка
Ударна установка (англ. drum set або drum kit) — набір інструментів, спеціальним чином встановлених для гри «барабанника» в неакадемічній сучасній музиці. До ударної установки входять тарілки креш, райд, хай-хети, навісні та підлоговий том-томи, малий барабан та бас-барабан, а також, іноді, інші ударні інструменти.

## Історія
Ранні ударні установки були відомі під назвою trap kits (коротка рекламна назва), до якої входили інструменти сімейства Мембранофонів. Звичайно в наборі були бас-барабан, малий барабан на підставці, маленька тарілка та інші ударні інструменти прикріплені до бас-барабану або до невеликого столу. По всіх інструментах окрім бас-барабану грали паличками або щітками. Бас-барабан періодично буцали ногою для видобування звуку, звідки дотепер зберігається назва kick drum. В наш час бас-барабаном завжди керують педаллю. Іноді грають навіть з двома педалями для досягнення більшої швидкості. Частина назви Trap set перейшла в сучасний термін Trap Case, котрим називають кофр, що використовується для перевезення підставок, педалей, паличок та різних ударних інструментів.

## Нотація (позначення в нотах)
Первинно ударна установка нотувалася в басовому або скрипковому ключах. Наразі звичайно використовують нейтральний ключ з двох паралельних вертикальних рисок. Ноти записуються штилями вгору (так звана одноштильна система). Існує маса методів запису партії ударної установки на стандартному нотоносці. Як правило, на початку кожної партії подається розшифровка розташування інструментів і всіх зустрічних знаків. Далі наводиться найпоширеніший варіант нотації барабанів.

### Прийоми гри
- Rim click — удар по обідку малого барабану зворотнім кінцем палички (інші назви — side stick або cross stick)
- Stick shot — удар паличкою по паличці, що лежить на шкірі барабану
- Brush sweep — шурхотіння щітками по шкірі барабану круговими рухами

### Анти-акценти
1. Трохи м'якше, ніж сусідні ноти: u (breve)
2. Помітно м'якше, ніж сусідні ноти: () (голівка ноти в дужках)
3. Значно м'якше, ніж сусідні ноти: (голівка ноти в квадратних дужках)